# Atimura sulcatula
Atimura sulcatula es una especie de escarabajo del género Atimura, familia Cerambycidae. Fue descrita científicamente por Holzschuh en 2010.
Se distribuye por Laos y Tailandia. Posee una longitud corporal de 6,1-8,8 milímetros. El período de vuelo de esta especie ocurre en los meses de mayo y junio.